# Gilbert Leslie Mold
Gilbert Leslie Mold, britanski general, * 1893, † 1963.